# Перукетти, Джузеппе
Джузеппе Перукетти (итал. Giuseppe Peruchetti; 30 октября 1907, Гардоне-Валь-Тромпия — 21 мая 1995, там же) — итальянский футболист и тренер.

## Карьера
На серьезном уровне Перукетти начал играть в «Брешии». За восемь лет он провел за команду почти 200 игр. В 1936 году вратаря пригласил к себе гранд итальянского футбола — «Амброзиана-Интер». В составе «черно-синих» Перукетти дважды становился чемпионом страны. В годы войны голкипер выступал за «Ювентус».
В 1936 году Перукетти провел два матча за сборную Италии.
В 1940-41 гг. он являлся главным тренером «Интера». После войны специалист работал с «Реджиной».

## Достижения

### Футболиста
- Чемпион Италии (2): 1937/38, 1939/40.
- Обладатель Кубка Италии (2): 1938/39, 1941/42.

### Тренера
- Вице-чемпион Италии (1): 1940/41.